# Trinité-et-Tobago
République de Trinité-et-Tobago
(en) Republic of Trinidad and Tobago
Trinité-et-Tobago, en forme longue la république de Trinité-et-Tobago (en anglais : Trinidad and Tobago et Republic of Trinidad and Tobago), est un État insulaire des Caraïbes situé dans la mer des Caraïbes, au large du Venezuela, indépendant depuis 1962, peuplé en 2024 d'environ 1,4 million de Trinidadiens.
Membre du Commonwealth, le pays a pour langue officielle l’anglais ; le créole trinidadien, à base lexicale française, est en déclin.
Sa capitale est Port-d'Espagne.
Trinité-et-Tobago est composée de deux principales îles distantes de 35 km l'une de l'autre : la Trinité et Tobago dont Scarborough est le chef-lieu. D'autres îles plus petites viennent compléter le territoire de la république.
En 2015, Trinité-et-Tobago avait le troisième plus important PIB par habitant en parité de pouvoir d'achat d'Amérique, derrière les États-Unis et le Canada. Son économie repose principalement sur l'industrie pétrolière et pétrochimique, grâce aux grandes réserves en hydrocarbures que possède le pays. Sa monnaie est le dollar de Trinité-et-Tobago.
Le gouvernement de Trinité-et-Tobago annonce en août 2024 qu'il va retirer les caravelles de Christophe Colomb de ses armoiries, par volonté de prendre ses distances avec l'époque de la colonisation.

## Histoire
Sept cents ans avant l'arrivée de Christophe Colomb à la Trinité, en 1498, lors de son troisième voyage, l’île est peuplée par les peuples Kalinago (Caraïbes/ Karib) ou Arawaks,.
Au moment de la colonisation par le royaume de Castille, la population est estimée à 40 000 Amérindiens. Pour cette population, l’île de la Trinité sert de transit entre l’Amérique du Sud et les Caraïbes.

### Période coloniale (1500-1962)
En 1498, lors de son troisième voyage, Christophe Colomb débarque sur l’île,, qu'il baptise Trinidad (Trinité).
En 1532, le royaume de Castille s’empare de l’île ; débute alors la période de la colonisation castillane.
Le duché de Courlande établit une colonie sur l'île de Tobago de 1654 à 1659 puis, par intermittence, de 1660 à 1689.
Contrairement à Tobago, les Français ne conquirent jamais Trinidad, mais un peuplement ponctuel (1783-1797), cadré par une "cédule de population", fut organisé par la couronne espagnole, encourageant les planteurs venus des Antilles françaises à s’installer avec leurs esclaves d’origine africaine. Ceci établit de façon assez durable une culture franco-créole à Trinidad, implantant une variété créole à base lexicale française, appelé "patwa". Lors de cette période, l’influence du français et du créole furent importantes, ce qui fit dire à Eric Eustace Williams, historien trinidadien et Premier ministre de son pays de 1962 à 1981 : « L’Espagne règne, mais la France gouverne. »
En 1797, Trinidad est conquise par les Anglais: l’île est officiellement attribuées à la couronne britannique en 1802 par la paix d'Amiens, puis en 1815 après les guerres napoléoniennes. Tobago devient anglaise en 1814, et fait partie de la Windward Islands Colony (la colonie des îles-du-Vent) jusqu’en 1899. Elle est alors rattachée à la Trinidad pour former une seule colonie, afin de lui apporter une plus grande stabilité financière.
Le cacao criollo, introduit par les Castillans en 1525, est décimé en 1727 par des épidémies (Phytophthora) amenant les planteurs des peuples originaires, dont c'était la seule exportation, à créer en 1757 un mélange avec l'autre variété, plus robuste, le forastero, pour créer le cacao trinitario.
Cette innovation est soutenue en 1783 par l'arrivée d'immigrants français créoles, alors que l'île est encore très peu peuplée : seulement 2 813 habitants dont 2 082 sont des Amérindiens, soit une proportion de trois quarts, connue dans aucune autre île de la Caraïbe.
Mais dès 1789, les Amérindiens ne représentent plus que 11 % de la population.
Forte de sa réussite, la culture du cacao trinitario est introduite au Sri Lanka en 1834 et en 1880.
Sa culture s'étend ensuite à Singapour, aux îles Fiji et Samoa, en Tanzanie, à Madagascar et à Java.

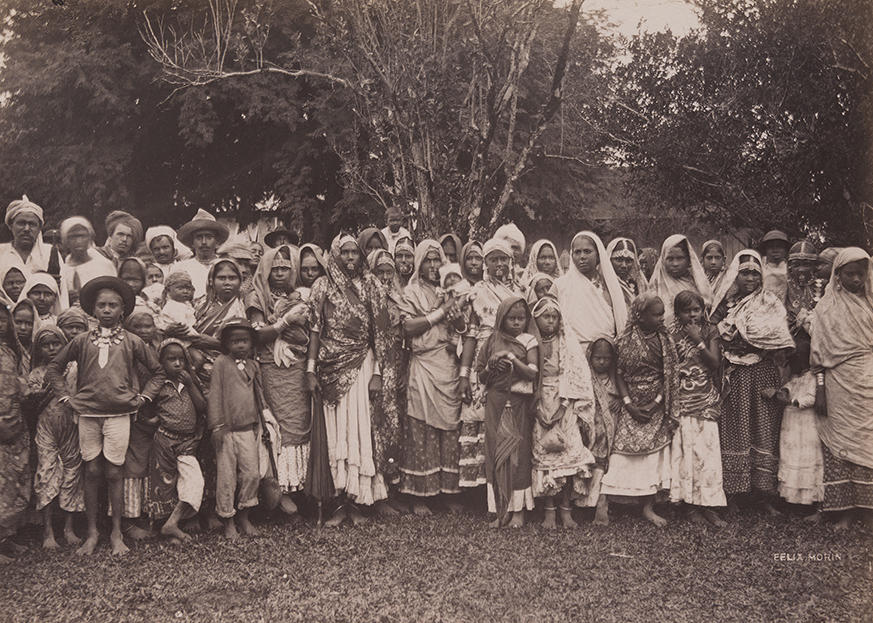
Familles indiennes venues à Trinité dans le cadre de l'engagisme, 1890.

Dès 1830, Trinité-et-Tobago en est le troisième producteur au monde après le Venezuela et l'Équateur.
La pénurie de main d'œuvre dans les plantations est compensée entre 1838 et 1917, par l'arrivée de 500 000 Indiens engagés dans la Caraïbe dont une partie à Trinité-et-Tobago.
Entre 1866 et 1870, sous l'administration du gouverneur Gordoen, l'île décide d'attribuer les « terres de la Couronne » à des petits planteurs, le plus souvent des personnes issues de l'esclavage, et les forêts de la plaine centrale deviennent des cacaoyères.
Près de 7 000 des 11 000 esclaves ont en effet quitté les plantations de leurs anciens maîtres.
Trinité-et-Tobago connaît dans la foulée un « âge d'or du cacao » entre 1870 et 1930, année où sa production est de 30 000 tonnes, puis une chute, face à la montée en puissance des pays africains.

### Indépendance de l’île (1962)
En 1962, Trinité-et-Tobago devient un État indépendant : loi sur l'indépendance de Trinité-et-Tobago.
Le début des années 1970 marque pour cette île une période de grave crise économique et sociale.
Le choc pétrolier de 1973 engendre une hausse rapide des revenus pétroliers du pays.
Mais au début de l’année 1975, le taux de chômage atteint 17 % et celui de l’inflation 23 %.
En 1976, le pays devient une république au sein du Commonwealth
En juillet 1990, le groupe islamique Jamaat al Muslimeen tente un coup d'État.
Dans les années 1990, l’île vit un essor économique grâce aux revenus du pétrole.

## Géographie

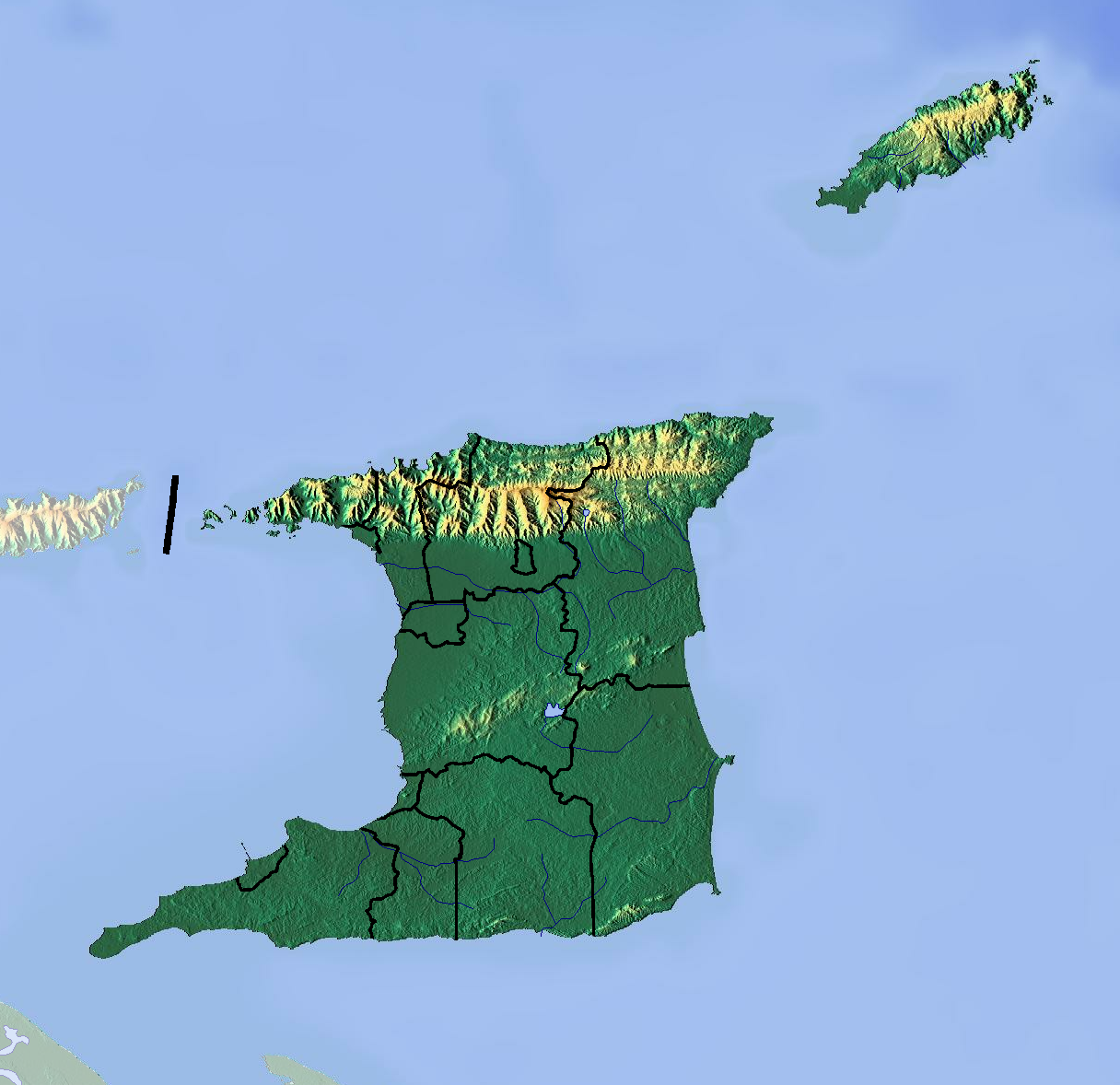
Carte topographique de Trinité-et-Tobago.

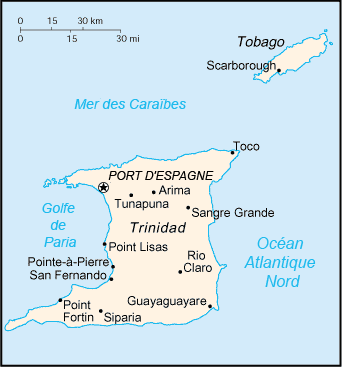
Carte de Trinité-et-Tobago.

Trinité-et-Tobago est située entre 10° 2' et 11° 12' de latitude nord et 60° 30' et 61° 56' de longitude ouest, avec la mer des Caraïbes au nord, l'océan Atlantique à l'est et au sud, et le golfe de Paria à l'ouest. Réunis depuis 1889 sous une même administration coloniale et obtenant l’indépendance en 1962 au sein du Commonwealth, Trinité-et-Tobago sont les îles les plus méridionales de la Caraïbe. L'île de Trinidad se trouve à seulement 11 kilomètres de la côte du Venezuela en Amérique du Sud continentale. D’une superficie totale de 5 130 km2, cet État comprend deux grandes îles habitées (la Trinité et Tobago) ayant pour superficie respective 4 827 km2 et 303 km2, mais également d'autres groupes de petites îles (Îles Boca, Cinq Îles, Îles San Diego, Saut d'Eau, Petite Tobago). L'île de la Trinité est localisée à 15 km au nord-est de la punta Sabaneta, au Venezuela. Situées dans les Bouches du Dragon, elle ferme le golfe de Paria. À 35 km au nord-nord-est se trouve l'île de Tobago.
Les principales villes sont Port-d'Espagne avec 50 076 habitants, San Fernando (30 115 habitants) et Arima (29 483 habitants). L’État compte plus de 1,3 million d’habitants. La principale agglomération est l'East-West Corridor qui regroupe 41 % de la population.
La république de Trinité-et-Tobago est divisée en neuf régions (Diego Martin, San Juan-Laventille, Arima, Chaguanas, Couva-Tabaquite-Talparo, Sangre Grande, Siparia, Peñal Debe et Princes Town), trois municipalités (Port-d'Espagne, Point Fortin et San Fernando) et une section (Tobago).
Le pays est occupé par trois chaînes de montagne dans la partie nord qui sont la continuité de la cordillère vénézuélienne, Northern Range et Southern Range. L’altitude maximale du pays est atteinte au Cerro del Aripo qui culmine à 940 mètres.

## Environnement

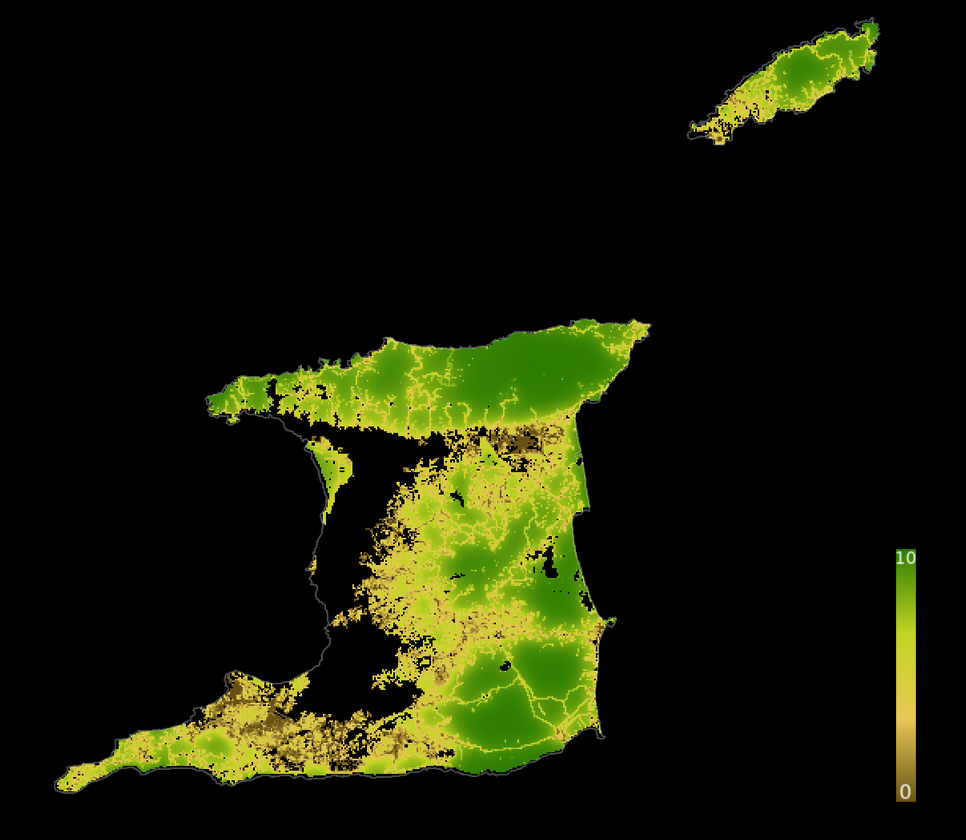
En 2019, Trinité-et-Tobago avait un score moyen de l'indice d'intégrité du paysage forestier de 6,62, le classant 69e sur 172 pays.

Malgré sa forte exposition aux risques du changement climatique, Trinité-et-Tobago est actuellement le pays d'Amérique latine qui émet le plus de CO2 par habitant (et le 4ème au niveau mondial). Ses émissions sont de 21,2 tonnes à 23,7 tonnes métriques par habitant ,.

## Démographie
En 2015, la population de Trinité-et-Tobago est estimée à 1 222 363 habitants. La plupart (94,2 %) communique en anglais trinidadien. La densité de la population est, en 2011, d'environ 263 hab./km2. Le taux de fécondité est estimé à 1,71 enfant par femme.
Le taux de mortalité est proche de 8,1 ‰ tandis que le taux de mortalité infantile à 24,4 ‰.
L’espérance de vie est d'environ 70 ans.
Le taux d'homicides a été en 2008 de 44,3 pour 100 000 habitants.
Le taux d’urbanisation reste faible (50,8 %) par rapport à la moyenne sud-américaine.

### Groupes ethniques
La composition ethnique de Trinité-et-Tobago reflète son histoire de conquête et d'immigration. Si les premiers habitants étaient d'origine amérindienne, les deux groupes dominants dans le pays sont aujourd'hui ceux d'origine sud-asiatique et africaine. Les Indo-Trinidadiens et les Tobagoniens constituent le groupe ethnique le plus important du pays (environ 35,4 %) ; ils sont principalement les descendants de travailleurs sous contrat d'Asie du Sud (principalement d'Inde), amenés pour remplacer les esclaves africains libérés qui refusaient de continuer à travailler dans les plantations de sucre. Grâce à la préservation de leur culture, de nombreux résidents d'origine indienne continuent à maintenir les traditions de leur terre ancestrale. Les Indo-Trinidadiens résident principalement à Trinidad ; au recensement de 2011, seulement 2,5 % de la population de Tobago était d'origine indienne.
Les Afro-Trinidadiens et les Tobagoniens constituent le deuxième groupe ethnique du pays, avec environ 34,2 % de la population se déclarant d'origine africaine La majorité des personnes d'origine africaine sont les descendants d'esclaves transportés de force dans les îles dès le XVIe siècle. Ce groupe constitue la majorité à Tobago, avec 85,2 %.
Le reste de la population se compose essentiellement de personnes qui s'identifient comme étant d'origine mixte. Il existe également des minorités, petites mais importantes, de personnes d'origine amérindienne, européenne, chinoise et arabe. Arima, à Trinidad, est un centre réputé de la culture amérindienne.

## Économie
Trinité-et-Tobago est le seul pays à figurer sur la liste noire des paradis fiscaux de l'OCDE. C'est-à-dire sur la liste des pays non coopératifs dans la lutte contre l'évasion fiscale,. Le pays est également sur la liste des paradis fiscaux de l'UE.
Avec un PIB de 20,38 milliards d’euros en 2009, Trinité-et-Tobago est l’un des États les plus dynamiques de l’espace Caraïbe grâce à l’essor, depuis 1907, de son secteur pétrolier.
Malgré certaines difficultés dues au premier choc pétrolier (1973), il connaît au XXIe siècle une situation florissante grâce aux nouveaux investissements étrangers.
Trinité-et-Tobago renferme également des gisements de gaz naturel ainsi que de l’asphalte (production qui s’élève jusqu'à 26 000 tonnes par an). Ces dernières années, ce pays s’est beaucoup développé dans le secteur énergétique à la suite de l’intervention de l’entreprise Amoco, qui, en 1997 et 1998, a découvert d’importantes réserves de gaz et de pétrole.
Au XXIe siècle, le secteur pétrolier et gazier permet à ce pays de se placer cinquième producteur mondial de gaz naturel liquéfié (GNL), ainsi que premier fournisseur en GNL pour les États-Unis, ce qui représente 72 % des importations américaines. La production de gaz est ainsi exportée à environ 50 % sous forme de GNL. Quant aux exportations (toutes catégories de marchandises confondues) vers les États-Unis, elles totalisaient en 2009 19 534 tonnes soit 59,71 % du trafic total depuis les Caraïbes vers les États-Unis, tandis que la part de la totalité des échanges (importations et exportations) Antilles-États-Unis s'élevait à 40,72 %.
Ces ressources naturelles ont permis de développer en grande partie l’industrie pétrochimique, ce qui place Trinité-et-Tobago en tant que premier exportateur mondial de méthanol .
Le secteur de l’énergie représente donc à lui seul 40 % du PIB et 86 % du total des exportations du pays.
En 2005, la république de Trinité-et-Tobago a refusé de s’associer à une alliance nommée PetroCaribe. Composée de 12 pays du CARICOM, cette alliance permet d’acheter le pétrole à des conditions de paiement préférentielles.
Les ressources en gaz naturel ont aussi permis le développement des industries de l’acier et de l’aluminium. D’autres ressources, comme le charbon, le fer ou le gypse, sont trop limitées pour jouer un rôle économique.
Le tourisme est un secteur en pleine expansion, mais comparé aux autres îles de la région, il est relativement faible : alors que la République dominicaine attire chaque année près de 2,8 millions de visiteurs, Trinité-et-Tobago n’en accueille que le tiers.
L’activité agricole est assez importante. La production de canne à sucre était auparavant pratiquée dans ce pays mais elle a cessé depuis 2007, laissant place à la production d’autres produits tels que le cacao, le coco, les agrumes…
Malgré de nets efforts dans l’économie de ce pays, il reste de nombreuses inégalités. Le gouvernement trinidadien s’est fixé comme objectif d’atteindre d’ici 2020 le statut de pays industrialisé. La réalisation de cet objectif dépend principalement de la découverte éventuelle de gisements de gaz.
En 2024, le pays est classé en 108e position pour l'indice mondial de l'innovation.

## Éducation

Faculté d'Ingénieurs de l'Université des Antilles en 1965. Photographie de Dominique Roger pour l'UNESCO.

La quasi-totalité de la population est alphabète (99,7 % des hommes et 99,6 % des femmes). Deux universités publiques sont présentes à Trinidad-et-Tobago : l'Université des Antilles(UWI) et l'Université de Trinidad-et-Tobago (UTT).
L'université des West Indies a été créée initialement en 1948 en Jamaïque, sur le campus de Mona, en tant que University College of West Indies (UCWI) comme une part de l'université de Londres. Elle a obtenu le statut d'université indépendante en 1962. Le Campus Saint-Augustine à Trinidad-et-Tobago, anciennement l'Imperial College of Tropical Agriculture, a été lancé en 1960 et le campus de Cave Hill à la Barbade a été fondé en 1963. Cette université est répartie sur 17 états indépendants de la Caraïbe. En dehors des 3 campus de la Jamaïque, de Trinidad-et-Tobago et de la Barbade, des centres universitaires sont situés dans chacun des 14 autres pays.
Cinq facultés sont communes aux trois campus : faculté des sciences humaines et des sciences de l'éducation, faculté de droit, faculté des sciences médicales, faculté de sciences et de technologie et faculté des sciences sociales. Toutefois, le campus de Saint-Augustine à Trinidad-et-Tobago a la particularité de compter deux facultés supplémentaires : faculté d'ingénierie (école d'ingénieur) et faculté agro-alimentaire.
Le campus de Saint-Augustine regroupe entre 15 000 et 20 000 étudiants pour un total de près de 40 000 étudiants pour l'ensemble de l'UWI.
L’université de Trinidad-et-Tobago (UTT) a été inaugurée en 2004. Seul le campus de Point Lisas, au centre du pays, est opérationnel. La construction de trois autres campus (Chaguaramas dans l’ouest, O’Meara et Wallerfield dans l’est, Tobago) est en cours. À terme, 13 campus devraient être créés. L’UTT, dont les diplômes pour l’instant ne dépassent pas le 2e cycle, diffère de l’UWI par l’accent mis sur la technologie.
Les disciplines proposées actuellement sont les suivantes : ingénierie appliquée au pétrole, exploration et production pétrolières, forage, raffinage, traitement et marketing du gaz, technologie et gestion du gaz naturel, gestion de l’électricité. L'UTT est née d'un constat : malgré un haut degré d'alphabétisation (proche de 100 %), au début des années 2000, seuls 7 % des Trinidadiens avaient un diplôme d'études supérieurs contre 30 % dans les pays développés. Cela était dû à une population très dispersée sur le territoire et à de fortes disparités économiques. En 2004, le Gouvernement de la République de Trinidad-et-Tobago a donc décidé de créer la nouvelle Université UTT avec plusieurs campus (dont un sur l'île de Tobago). Cette nouvelle université est résolument tournée vers l'Ingénierie pour un total d'environ 6 500 étudiants.
En plus de ces deux universités publiques, il existe une troisième université privée, l'Université de la Caraïbe du Sud (University of the Southern Caribbean). C'est une université confessionnelle des adventistes du 7e jour qui dispose de trois campus à Trinidad-et-Tobago.

## Politique
Trinité-et-Tobago est une république dont le régime politique est inspiré du système britannique.

### Pouvoir exécutif
Le président de la République est élu par un collège électoral composé des membres des deux chambres. Celui-ci nomme le Premier ministre parmi les parlementaires.

### Pouvoir législatif
Le pouvoir législatif est exercé par le Parlement. Celui-ci est composé de deux chambres :
- la Chambre des représentants qui compte 41 membres élus au suffrage universel tous les cinq ans (scrutin majoritaire à un tour) ;
- le Sénat qui compte 31 membres, dont 16 issus du parti au pouvoir et nommés par le Premier ministre, 6 issus de l'opposition nommés par le chef de l'opposition et 9 indépendants nommés par le président.

### Partis politiques et élections
En 2024, deux partis dominent la scène politique : le Mouvement National du Peuple, actuellement au pouvoir et dont l’électorat est majoritairement d’origine africaine, et le Congrès National Uni, qui recrute pour l’essentiel parmi la population originaire du sous-continent indien.

### Politique extérieure
Trinité-et-Tobago est membre : de l’ONU (Organisation des Nations unies), de l’OEA (l’Organisation des États américains), de l’AEC (Association des États de la Caraïbe), de la CARICOM (Communauté caribéenne) et du Commonwealth.
Trinité-et-Tobago est un pays à revenu intermédiaire qui est en bonne santé économique. Cela lui donne donc vocation à consolider son rôle à l’échelle régionale au sein de la CARICOM et au sein de la direction des pays d’Amérique centrale et d’Amérique du Sud avec lesquels le pays est lié par des accords commerciaux et de coopération.
Des ambassades de Trinité-et-Tobago devraient être prochainement ouvertes non seulement au Costa Rica ou à Cuba mais également en Malaisie ou encore en Ouganda, afin que le pays étende sa couverture diplomatique.
Le Premier ministre trinidadien, lors du 8e Sommet de l’Union africaine de janvier 2007, a proposé à sept pays (Gabon, Guinée équatoriale, Tchad, Nigeria, Congo, Cameroun et Angola) l’expertise trinidadienne en matière énergétique.
Trinité-et-Tobago accueillit en 2009 le sommet des Amériques et le sommet du Commonwealth.
Le pays est également un des initiateurs de l’Association des États de la Caraïbe dont le secrétariat général se trouve à Port-d'Espagne.
En ce qui concerne la crise haïtienne, Trinité-et-Tobago a adopté une attitude assez ouverte et s’est attaché à ce que la communauté caribéenne puisse apporter une aide au peuple haïtien. C’est ainsi que des ingénieurs de la compagnie trinidadienne Petrotrin se sont rendus à Port-au-Prince en mai 2005 pour évaluer les besoins du pays en matière énergétique.
En matière de lutte contre la drogue, le pays collabore activement à la coopération régionale et accueille le siège du secrétariat du Groupe d’action financière des Caraïbes (GAFIC) : Le pays a organisé les 22 et 23 mai 2007 la neuvième réunion à haut niveau du mécanisme de coordination et de coopération UE- Amérique latine-Caraïbes sur les drogues, permettant l’adoption d’une déclaration fixant pour les années à venir de nouveaux axes de coopération entre les deux régions.
De plus, Trinité-et-Tobago a signé un accord, en septembre 2005, avec l’Office des Nations unies contre la drogue et le crime. Il permet aux personnels des services de police, de l’immigration et des douanes de bénéficier d’un programme de formation en matière d’application de la loi.
Les États-Unis et Trinité-et-Tobago entretiennent une relation privilégiée : la majeure partie des investissements provient de cette puissance mondiale. C’est notamment pourquoi, lors du dernier sommet des Amériques qui s’est tenu à Mar del Plata en novembre 2005, Trinité-et-Tobago s’est montré partisan du projet de zone de libre échange des Amériques (ZLEA).
Dans le cadre du 10e FED (Fonds européen de développement de 2008 à 2013), la programmation de l’aide de l’Union européenne se monte à 25,9 M€ et se fixe comme priorités le soutien à la transition économique et l’appui à la bonne gouvernance.

### Ordres et décorations
Il y a quatre (4) catégories et dix (10) classes de récompenses nationales (National Awards) :
- l'Ordre de la République de Trinité-et-Tobago (The Order of the Republic of Trinidad and Tobago ; initialement Médaille de la Croix de la Trinité de l'Ordre de la Trinité, The Trinity Cross Medal of the Order of the Trinity), or seul ;
- la Médaille de la Chaconia de l'Ordre de la Trinité (The Chaconia Medal of the Order of the Trinity ; la coccinea étant la fleur nationale de Trinité-et-Tobago), or, argent et bronze ;
- la Médaille du Colibri de l'Ordre de la Trinité (The Hummingbird Medal of the Order of the Trinity), or, argent et bronze ;
- la Médaille du Mérite du Service public de l'Ordre de la Trinité (The Public Service Medal of Merit of the Order of the Trinity), or, argent et bronze.

## Sports

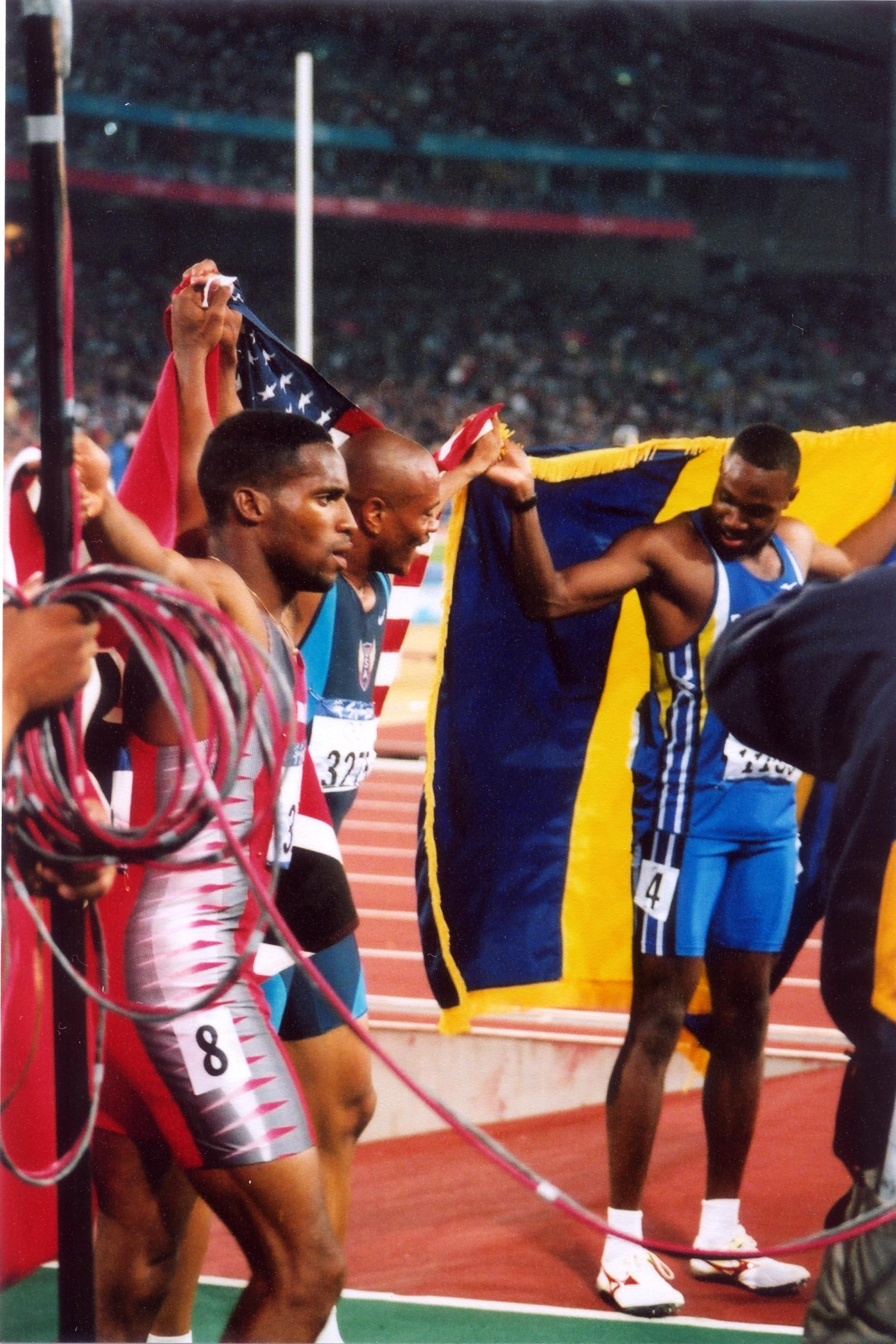
Ato Boldon à gauche.

Le sport est un élément capital sur les deux îles. Trois sont très populaires dans le pays : l'athlétisme, le football et le cricket.
En athlétisme, les plus célèbres sont Hasely Crawford, champion olympique du 100 m à Montréal en 1976, et Ato Boldon, qui a remporté de nombreuses médailles aux 100 m et 200 m, avec notamment une médaille d’argent sur le 100 m aux jeux Olympiques de Sydney en 2000 et une médaille d’or sur 200 m aux championnats du monde d’athlétisme de 1997 à Athènes. Actuellement de nombreux athlètes trinidadiens sont reconnus internationalement, comme Marc Burns, Darrel Brown ou encore le vice-champion olympique au 100 m Richard Thompson et le champion olympique au javelot Keshorn Walcott. Le 13 août 2017, l'équipe du relais 4 × 400 m obtient la médaille d'or aux championnats du monde d'athlétisme à Londres.

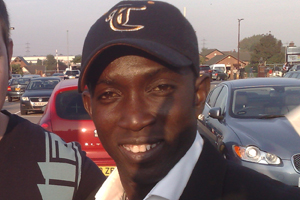
Dwight Yorke.

Le football est très populaire à Trinité-et-Tobago, surtout depuis la qualification historique du pays pour sa première participation à une coupe du monde de football, en 2006 en Allemagne. Il était alors le plus petit pays représenté. Cette qualification a été acquise grâce à Dwight Yorke, un attaquant trinidadien qui a évolué plusieurs années dans l’équipe de Manchester United Football Club avec laquelle il a remporté de nombreux titres dont celui de meilleur buteur de la Ligue des champions (compétition européenne de football) et Chris Birchall le buteur lors du match décisif face à Bahreïn.

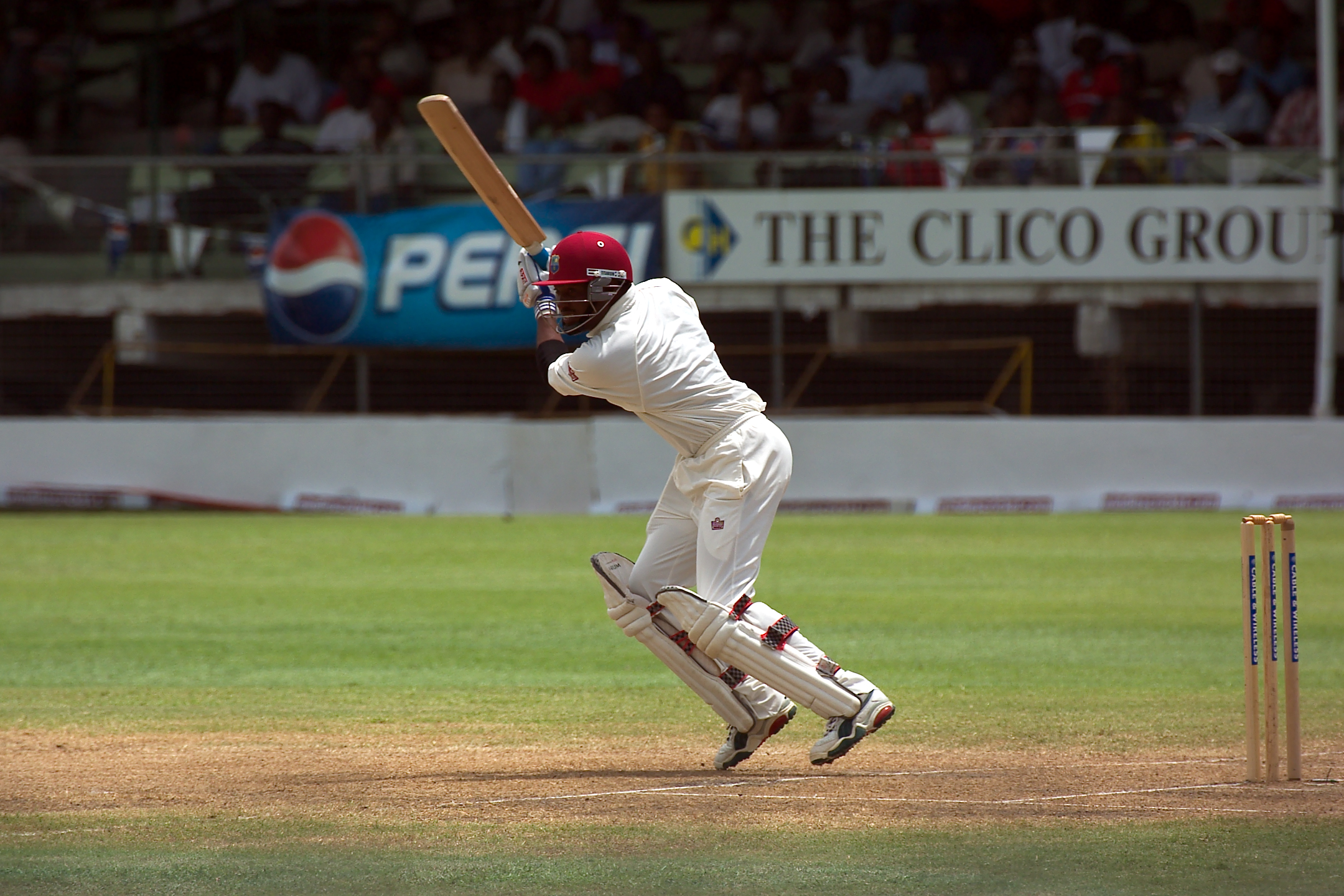
Brian Lara.

Le cricket est également très populaire sur les deux îles. L'équipe de Trinité-et-Tobago dispute des compétitions régionales contre des îles et fédérations voisines, mais pas de rencontres officiellement « internationales ». Au niveau international, les meilleurs joueurs de Trinité-et-Tobago peuvent être sélectionnés au sein de l'équipe des Indes occidentales, qui fédère plusieurs nations des Caraïbes. Le batteur Brian Lara détient ou a détenu plusieurs records du monde à ce niveau.

## Culture

### Carnaval

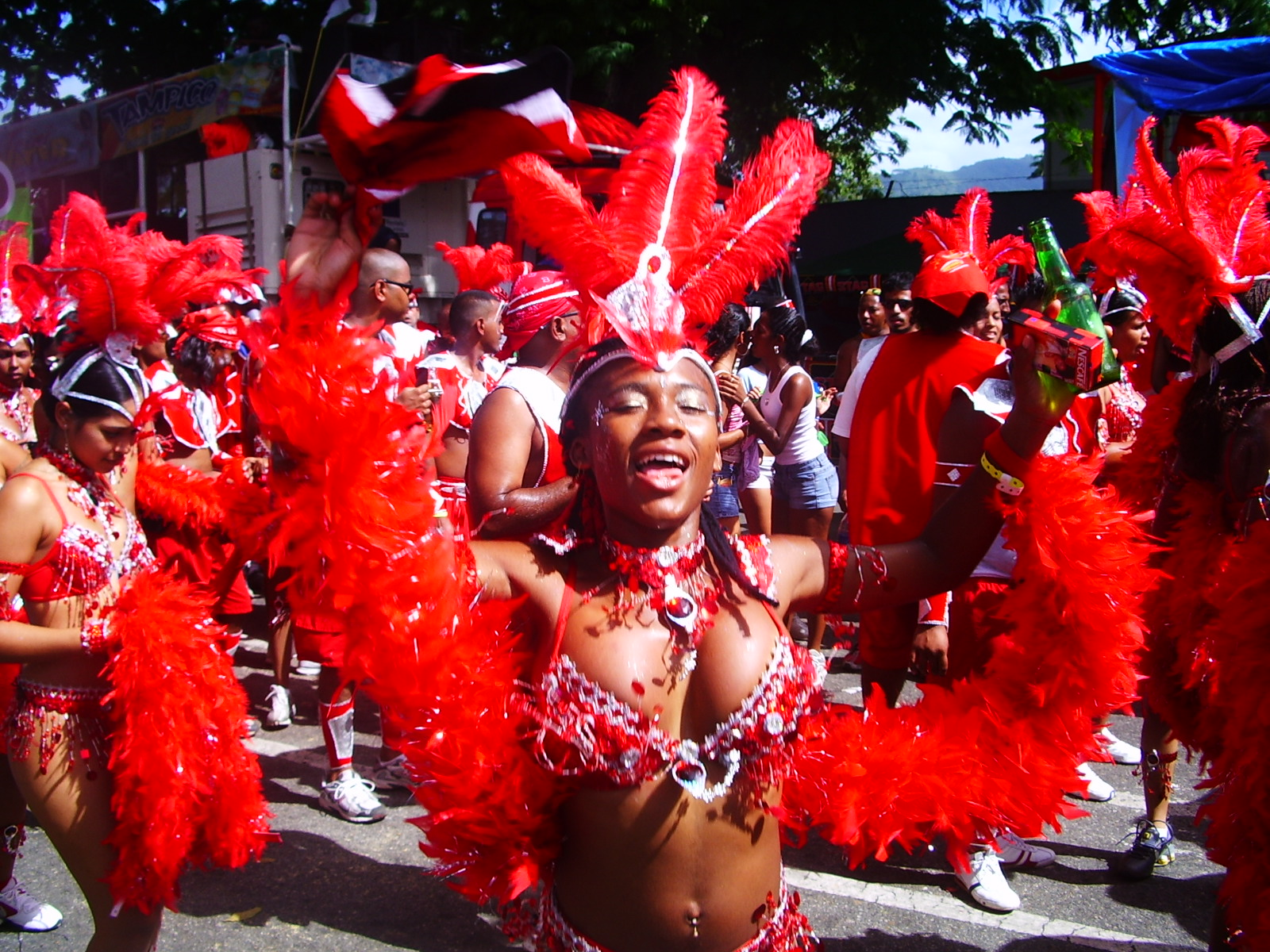
Carnaval à la Trinité.

Il existe à Trinité-et-Tobago un carnaval, le plus célèbre de la Caraïbe. Il est un élément essentiel de la culture du pays. Il se déroule chaque année jusqu'au mardi gras dans les rues de Port-d'Espagne. Cet événement est très important pour les habitants, il représente toute une tradition.
Celle-ci a des origines françaises. Elle remonte à l’arrivée sur les îles des premiers colons catholiques français invités par les Espagnols à la fin du XVIIIe siècle. Les colons français ont acclimaté leur tradition du carnaval, des bals costumés et des grandes fêtes qui précèdent le Carême. Les esclaves travaillant dans les plantations de café et de cacao ont parodié leurs maîtres dans des fêtes secrètes pour oublier la dureté du travail.
Aujourd'hui, c’est toute la population du pays qui est concernée par cet événement dans lequel un autre aspect de la culture trinidadienne est fortement présent : la musique. Ce carnaval se déroule au son du calypso donné par les steel bands, et de la soca, plus énergique, particulièrement plébiscitée par les jeunes.
Le calypso est un style de musique local dans lequel le chanteur ou la chanteuse improvise. C’est un style qui a pour origine l'époque de l’esclavage et des conflits coloniaux.
Le steel drum (ou steel pan) est un instrument de musique fabriqué initialement avec des fûts de pétrole vides. Dans les années 1930, l’idée de l’instrument est née : les habitants ont commencé à frapper sur des récipients en métal. Cela apportait une sonorité totalement différente des tambours de peaux tendues déjà bien connus. Au fil des années, l’instrument a évolué, notamment grâce à des personnalités comme Winston Spree Simon ou encore Elie Mannette. Ils ont beaucoup contribué à son amélioration technique. Aujourd’hui, mondialement connu, il est utilisé lors de nombreux événements musicaux. Conçu et fabriqué à partir de bidons de pétrole, il peut produire différentes tonalités.

### Langues
L'anglais est la langue officielle du pays. Néanmoins, la langue principale des habitants dans leur vie de tous les jours reste deux créoles à base lexicale anglaise : le créole tobagonien et le créole trinidadien. Ces créoles reflètent l'héritage caribéen, européen, africain et asiatique du pays. Le créole trinidadien est ainsi influencé par le français et le créole français. Il existe d'ailleurs le créole trinidadien à base lexicale française. Celui-ci, proche du créole guadeloupéen et du créole martiniquais, est aujourd'hui peu employé et, de là, moins compris. Cependant, des personnes le parlent encore couramment dans certains villages du nord de Trinidad.
L'espagnol, parlé par environ 5 % de la population, a été promu récemment par les pouvoirs publics comme « première langue étrangère », le pays voulant favoriser ses liens avec son proche voisin, le Venezuela.
Les descendants d'immigrés indiens parlent également une variété de langues indiennes.

### Religions
En 2011, les habitants étaient principalement chrétiens (55 %), hindous (18 %), et musulmans (5 %).

### Cuisine
La cuisine de Trinité-et-Tobago est le reflet des diverses vagues d'immigration qui ont façonné l'histoire du pays. Elle comporte entre autres plusieurs éléments de la cuisine indienne, ouest-africaine, créole et amérindienne. Sa localisation insulaire en fait un lieu où les poissons et fruits de mer sont largement consommés. Les doubles, les currys, les chutneys et les accras sont des exemples de plats ou préparations couramment consommés. Plusieurs végétaux font également partie des traditions culinaires trinidadiennes, tels que la mangue, le fruit de la passion, la pommecythère, le tamarin, la noix de coco, le piment fort, le taro, le manioc et le culantro.

### Noël
Lors des fêtes de fin d'année, des groupes de parang jouent dans leurs quartiers. Traditionnellement, les musiciens munis d'instruments à cordes et de chachas interprètent des chants religieux en espagnol. Peu à peu l'anglais, la soca et les rythmes indiens se mélangent à cette musique.

### Héritage indien
Au XIXe siècle, une forte immigration indienne fut organisée pour remplacer les esclaves dans les plantations. En conséquence, la culture trinidadienne comporte un important héritage indien. Il se retrouve notamment dans la musique et la cuisine. D'ailleurs, aujourd'hui, les deux principaux groupes ethniques sont le groupe indien et africain (environ 35 % de la population chacun).

### Fêtes
- Saint-Sylvestre (le 31 décembre)
- Jour de la libération des Baptistes spirituels (le 30 mars)
- Anniversaire de l’arrivée des premiers Indiens (30 mai)
- Fête du Travail (19 juin)
- Fête de l’émancipation (1er août), célébrant l'abolition de l'esclavage de 1834 et l'émancipation des noirs.
- Jour de l’indépendance (31 août)
- Boxing Day (26 décembre)
- lundi et mardi gras (fête mobile)
- Fêtes religieuses :
  - Lundi gras (fête mobile)
  - Mardi gras (fête mobile)
  - Vendredi saint (fête mobile)
  - Lundi de Pâques (fête mobile)
  - Corpus Christi (29 mai)
  - Aïd el-Fitr (fête mobile)
  - Divali (fête mobile), fête qui correspond au nouvel an hindou.
  - Noël (25 décembre)

### Personnalités

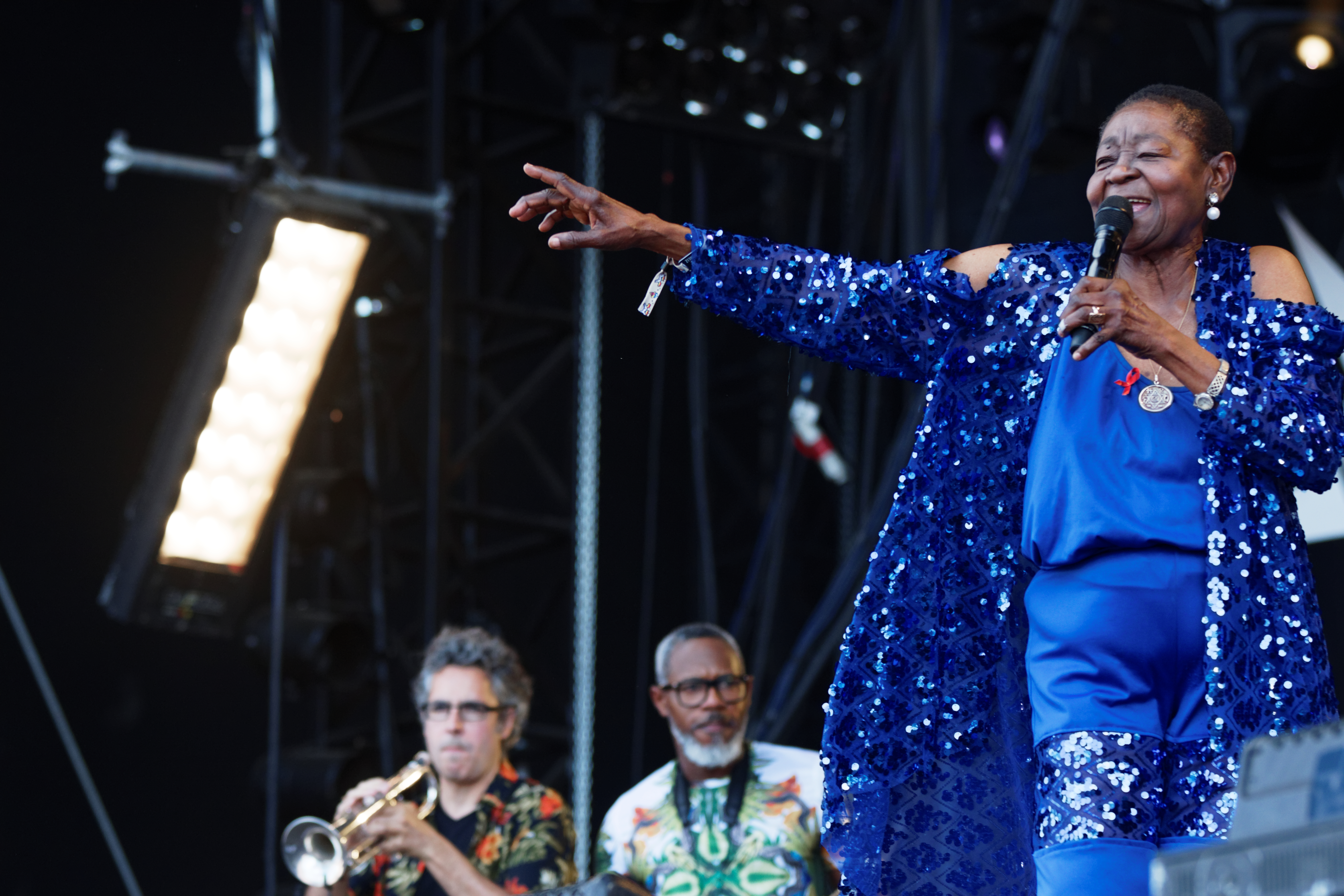
Calypso Rose.

- Roaring Lion (en)
- Dominique Jackson
- Valerie Belgrave
- Alfonso Ribeiro
- Billy Ocean
- Anya Ayoung-Chee (en)
- Nicki Minaj
- Rosa Guy
- Heather Headley
- Ato Boldon
- Brian Lara
- Dwight Yorke
- V. S. Naipaul
- Giselle Laronde
- Giselle Salandy
- Wendy Fitzwilliam
- Janelle Commissiong
- Eric Williams
- Earl Lovelace
- Calypso Rose
- Machel Montano
- Samuel Selvon
- Imran Nazar Hosein
- Keshorn Walcott
- Theophilus London

- ASAP Ferg
- Trinidad James
- Steany Wright
- Haddaway
- Gerry Bednob
- Cardi B
- Dionne Brand
- Foxy Brown
- Jeanine De Bique

## Patrimoine

### Patrimoine civil

#### Musées
- National Museum and Art Gallery
- Indian Caribbean Museum of Trinidad and Tobago
- Luise Kimme's Museum
- Tobago Historical Museum

#### Liste du Patrimoine mondial
Le programme Patrimoine mondial (UNESCO, 1971) a inscrit dans sa Patrimoine mondial (au 17/01/2016) : Liste du patrimoine mondial à Trinité-et-Tobago.

#### Registre international Mémoire du monde
Le programme Mémoire du monde (UNESCO, 1992) a inscrit dans son registre international Mémoire du monde (au 17/01/2016) :
- 2009 : Registres des esclaves des Antilles britanniques 1817-1834 (Bahamas, Belize, Bermudes, Dominique, Jamaïque, Saint-Christophe, Trinité-et-Tobago, Royaume-Uni)[49].
- 2011 : Patrimoine documentaire d'ouvriers indiens sous contrat (Fidji, Guyane, Suriname, Trinité-et-Tobago)[50].

### Patrimoine religieux

#### Cathédrales

##### Catholicisme
- La basilique-cathédrale de l'Immaculée-Conception à Port-d'Espagne
- La pro-cathédrale Notre-Dame-du-Perpétuel-Secours à San Fernando

##### Anglicanisme
- La cathédrale de la Sainte-Trinité à Port-d'Espagne